# Großsteingrab Tollerup 2
Das Großsteingrab Tollerup 2 war eine megalithische Grabanlage der jungsteinzeitlichen Nordgruppe der Trichterbecherkultur im Kirchspiel Melby in der dänischen Kommune Halsnæs. Es wurde im 19. Jahrhundert zerstört.

## Lage
Das Grab lag im Norden von Tollerup an einer Abzweigung der heutigen Straße Egelunden. Nur wenige Meter westlich befindet sich das erhaltene Großsteingrab Tollerup 1. In der näheren Umgebung gibt bzw. gab es mehrere weitere megalithische Grabanlagen.

## Forschungsgeschichte
Im Jahr 1887 führten Mitarbeiter des Dänischen Nationalmuseums eine Dokumentation der Fundstelle durch. Zu dieser Zeit waren keine baulichen Überreste mehr auszumachen.

## Beschreibung
Die Anlage besaß eine nord-südlich orientierte längliche Hügelschüttung mit einer Länge von 23,5 m. Der Hügel besaß eine Umfassung aus großen Steinen.
Am südlichen Ende des Hügels befand sich eine Grabkammer, die als Urdolmen anzusprechen ist. Sie war ost-westlich orientiert und hatte einen rechteckigen Grundriss. Die Kammer bestand aus vier Wandsteinen und einem Deckstein. Zu den Maßen liegen keine Angaben vor.